# 기타센다이역
기타센다이역(일본어: 北仙台駅)은 일본 미야기현 센다이시 아오바구에 위치한 동일본 여객철도 · 센다이 시영 지하철의 철도역이다. JR 센잔 선과 센다이 지하철 난보쿠 선의 소속역이다. 모두 1면 2선의 섬식 승강장을 갖춘 역사이다.

## 타는 곳
섬식 승강장 1면 2선의 구조를 갖춘 지상역이며, 열차 교행이 행해진다.
| 1 | ■ 센잔 선 | 하행 | 아야시 · 사쿠나미 · 야마데라 · 야마가타 방면 |
| 2 | ■ 센잔 선 | 상행 | 센다이 방면                                  |

### 센다이 시영 지하철
섬식 승강장 1면 2선의 구조를 갖춘 지하역이며, 역 번호는 N 06이다.
| 1 | ■ 난보쿠 선 | (□) 하행 | 센다이 · 도미자와 방면 |
| 2 | ■ 난보쿠 선 | (□) 상행 | 이즈미 중앙 방면       |

## 이용 현황
| 승차 인원 추이 | 승차 인원 추이 | 승차 인원 추이     |
| 연도           | JR 동일본      | 센다이 시영 지하철 |
| -------------- | -------------- | ------------------ |
| 2000           | 3,421          | 7,235              |
| 2001           | 3,321          | 7,020              |
| 2002           | 3,366          | 6,796              |
| 2003           | 3,654          | 6,880              |
| 2004           | 3,708          | 6,800              |
| 2005           | 3,809          | 6,793              |
| 2006           | 3,926          | 6,819              |
| 2007           | 4,159          | 6,743              |
| 2008           | 4,239          | 6,594              |
| 2009           | 4,304          | 6,400              |
| 2010           | 4,203          | 6,480              |
| 2011           | 4,064          | 6,441              |
| 2012           | 4,277          | 6,884              |
| 2013           | 4,454          | 7,149              |
| 2014           | 4,449          | 7,229              |
| 2015           | 4,560          | 7,604              |

## 역 주변
- 미야기 현 센다이 합동 청사
- 아오바 진자

## 인접 역
| 동일본 여객철도 ■ 센잔 선       | 동일본 여객철도 ■ 센잔 선 | 동일본 여객철도 ■ 센잔 선           |
| ------------------------------- | ------------------------- | ----------------------------------- |
| 센다이 센다이 방면              | □ 쾌속 (일부)             | 구니미 우젠치토세 · 야마가타 방면   |
| 도쇼구 센다이 방면              | □ 쾌속 · ■ 보통           | 기타야마 우젠치토세 · 야마가타 방면 |
| 센다이 시영 지하철 ■ 난보쿠 선  |                           |                                     |
| N 05 다이노하라 이즈미추오 방면 | ■ 난보쿠 선               | 기타요반초 N 07 도미자와 방면       |